# Bahnhof Schiedam Centrum
Der Bahnhof Schiedam Centrum ist ein wichtiger niederländischer Bahnhof an den Bahnstrecken Amsterdam–Rotterdam und Schiedam–Hoek van Holland.

## Geschichte
Der Bahnhof wurde am 3. Juni 1847 als Eisenbahn- und am 4. November 2002 als U-Bahn-Bahnhof eröffnet.
Es war damals noch der einzige Bahnhof in Schiedam. 1889 wurde das erste Bahnhofgebäude abgebrochen und durch einen Entwurf des Architekten D.A.N Margadant ersetzt. 1891 wurde die Bahnstrecke nach Maassluis eröffnet, die 1893 nach Hoek van Holland verlängert wurde. Diese Linie ist daher unter dem Namen 'Hoekse Lijn' bekannt.
1963 wurde durch den Leiter der Bauabteilung der Niederländischen Eisenbahnen, Koenraad van der Gaast, ein neuer Bahnhof eröffnet. Das Dach ähnelt dem des Bahnhofs von Tilburg. Am 25. Mai 1967 wurde der Bahnhof in Schiedam-Rotterdam West umbenannt. Zu dieser Zeit hielten dort internationale Züge von und nach Hoek van Holland, die nicht in Rotterdam Centraal hielten. Seit dem 24. Mai 1998 heißt der Bahnhof Schiedam Centrum weil keine internationalen Züge mehr halten.
2000 wurde das Bahnhofgebäude erneuert und angepasst.

## Streckenverbindungen
Der Bahnhof Schiedam Centrum wird im Jahresfahrplan 2025 von folgenden Linien bedient:
| Zugtyp    | Linienverlauf | Frequenz |
| --------- | --- | --- |
| Intercity | Amsterdam Centraal – Amsterdam Sloterdijk – Haarlem – Leiden Centraal – Den Haag HS – Delft – Schiedam Centrum – Rotterdam Centraal – Dordrecht – Roosendaal – Vlissingen                                  | halbstündlich (hält stündlich sowie abends und am Wochenende ganztägig an allen Bahnhöfen zwischen Bergen op Zoom und Vlissingen) |
| Intercity | Arnhem Centraal – Ede-Wageningen – Utrecht Centraal – Amsterdam Zuid – Schiphol Airport – Leiden Centraal – Den Haag HS – Delft – Schiedam Centrum – Rotterdam Centraal                                    | halbstündlich (fährt nicht nach 19 Uhr, freitag und am Wochenende)                                                                |
| Intercity | Dordrecht – Rotterdam Centraal – Schiedam Centrum – Delft – Den Haag HS – Leiden Centraal – Schiphol Airport – Amsterdam Zuid – Utrecht Centraal – ’s-Hertogenbosch – Eindhoven Centraal – Helmond – Venlo | halbstündlich |
| Sprinter  | Den Haag Centraal – Den Haag HS – Delft – Schiedam Centrum – Rotterdam Centraal – Dordrecht | halbstündlich |
| Sprinter  | Den Haag Centraal – Den Haag HS – Delft – Schiedam Centrum – Rotterdam Centraal – Dordrecht | halbstündlich |